# 니크 아르딜라
라덴 라라 니크 라트나딜라 쿠스나디(인도네시아어: Raden Rara Nike Ratnadilla Kusnadi, 1975년 12월 27일 ~ 1995년 3월 19일)는 흔히 니크 아르딜라(인도네시아어: Nike Ardilla)로 알려진 인도네시아의 가수, 모델, 배우이다. 반둥에서 태어났으며, 1987년 싱글 Lupa Diri로 데뷔했다. 이후 1990년대 초·중반 무렵 인도네시아의 가요계를 대표해왔으나, 1995년 교통사고로 사망하였다.

## 생애

### 어린 시절
1975년 12월 27일 반둥에서 라덴 에디 쿠스나디(Raden Eddy Kusnadi)와 니닝 닝시랏(Nining Ningsihrat)의 딸로 태어났다. 5세 때인 1980년 지역 가요 경연대회에 나가 우승했다.

### 가수 활동
1986년 싱글 Lupa Diri를 녹음했으며, 이듬해 1987년 컴필레이션 앨범 Bandung Rock Power에 수록되었다. 이 시절에는 니크가 좋아하던 니키 아스트리아에서 유래한 니크 아스트리나(인도네시아어: Nike Astrina)를 예명으로 사용했다. 이 예명으로 1988년 1집인 Hanya Satu Nama를 녹음했으나, 아직 사랑노래를 부르기에는 너무 어리다는 이유로 발매되지 못했다.
1989년 데디 도레스를 만나 2집 Seberkas Sinar를 녹음했으며, 이 앨범이 발매되면서 정식으로 가요계에 등장하게 된다. 이 앨범부터는 니크 아르딜라라는 예명을 사용하기 시작했고, 대중들에게도 이렇게 알려졌다.
1990년 3집인 Bintang Kehidupan이 발매되었고, 이 앨범은 무려 200만 장의 판매량을 기록하게 된다. 동명의 수록곡이 히트를 치면서 전국적인 가수로 급부상했고, 1991년 중국 상하이에서 열린 아시아 송 페스티벌(Asia Song Festival)에 참가해 금메달을 획득했다. 동년 4집 Nyalakan Api와 5집 Matahariku가 발매되었으며, 후자는 인접한 말레이시아의 TV3를 통해 홍보되었다.
1993년 단발로 대중들에게 등장했으며, 당시 일부 팬들의 반발이 있었다. 동년 싱글 Tinggallah Ku Sendiri가 발매되었으나, 정규 앨범은 발매되지 않았다. 1994년 말레이시아 작곡가 사아리 암리의 도움으로 7집 Biarkan Cintamu Berlalu가 발매되었으며, 말레이시아·인도네시아 양국에서 히트를 쳤다. 훗날 말레이시아판 수록곡인 Aku Tak Akan Bersuara는 시티 노르디아나, 베이비 시마, 하이 바하르 등을 비롯한 여러 가수들에 의해 다시금 인기를 얻게 되었다.
이렇게 가수로 더 인기를 얻었지만, 다른 한편으로는 배우로서도 활약했다. 1987년 영화 Kasmaran에 출연했으며, 1993년 라노 카르노와 함께 Kembali Lagi에도 출연했다. 8집 Sandiwara Cinta가 발매된 1995년 초, 니크는 드라마 Warisan에 출연 중이었다.

## 죽음
1995년 3월 19일 새벽, 니크는 친구 소피아툰(Sofiatun)과 함께 반둥으로 향하던 중 교통사고를 당했다. 훗날 소피아툰의 증언에 따르면, R. E. 마르타디나타 거리(Jalan R. E. Martadinata)에서 운전하던 중 맞은 편에서 다가오던 차량의 불빛을 피해 턴하다가 벽을 들이받았다고 한다. 사고 직후 전신에 심각한 부상을 입었으며, 곧바로 병원으로 이송되었으나 이미 숨졌다. 향년 19세. 일부 안티 팬들을 중심으로 그가 음주운전을 하다가 교통사고를 당했다는 주장을 펼쳤으나, 소피아툰은 니크가 오렌지 주스 외에는 아무것도 마시지 않았으며, 부검 조사 결과 그 어떠한 알코올 성분도 발견되지 않았다.
이슬람식 장례법에 따라 그날 오후에 매장되었으며, 수많은 이들의 추모가 이어졌다. 연말에 9집 Mama Aku Ingin Pulang이, 1996년 10집 Suara Hatiku가 발매되었다. 2013년 그간 공개되지 않았던 1집이 발매되었다.

## 앨범 목록

### 정규 앨범
- Hanya Satu Nama (1988년 녹음, 2013년 발매)
- Seberkas Sinar (1989년)
- Bintang Kehidupan (1990년)
- Nyalakan Api (1991년)
- Matahariku (1991년)
- Biarlah Aku Mengalah (1992년)
- Biarkan Cintamu Berlalu(인도네시아)/Duri Terlindung(말레이시아) (1994년)
- Sandiwara Cinta (1995년)
- Mama Aku Ingin Pulang (1995년)
- Suara Hatiku (1996년)

### 컴필레이션 앨범
- Tinggallah Ku Sendiri (1993년)
- Koleksi Terlengkap (2009년)